# New London (Iowa)
New London és una població dels Estats Units a l'estat d'Iowa. Segons el cens del 2000 tenia 1.937 habitants.

## Demografia
Segons el cens del 2000, New London tenia 1.937 habitants, 794 habitatges, i 540 famílies. La densitat de població era de 740,5 habitants/km².
Dels 794 habitatges en un 31% hi vivien nens de menys de 18 anys, en un 55,4% hi vivien parelles casades, en un 9,6% dones solteres, i en un 31,9% no eren unitats familiars. En el 27,3% dels habitatges hi vivien persones soles el 12,3% de les quals corresponia a persones de 65 anys o més que vivien soles. El nombre mitjà de persones vivint en cada habitatge era de 2,38 i el nombre mitjà de persones que vivien en cada família era de 2,89.
Per edats la població es repartia de la següent manera: un 24,6% tenia menys de 18 anys, un 7,8% entre 18 i 24, un 27,2% entre 25 i 44, un 23,9% de 45 a 60 i un 16,5% 65 anys o més.
L'edat mediana era de 38 anys. Per cada 100 dones de 18 o més anys hi havia 84,2 homes.
La renda mediana per habitatge era de 39.432 $ i la renda mediana per família de 46.389 $. Els homes tenien una renda mediana de 31.324 $ mentre que les dones 23.712 $. La renda per capita de la població era de 18.301 $. Entorn del 4,8% de les famílies i el 6,4% de la població estaven per davall del llindar de pobresa.

## Poblacions més properes
El següent diagrama mostra les poblacions més properes.